# Нако (Гондурас)
Нако (исп. Naco) — посёлок департамента Санта-Барбара в Гондурасе.
Расположен в севере-западной части Гондураса в 21 км к юго-западу от г. Сан-Педро-Сула и в 177 км от столицы Гондураса г. Тегусигальпа.

## История
Ранее — один из крупнейших торговых центров в Центральной Америке. Нако находится в богатой долине, известной со времен конкистадоров. Ранее была густо населена (Нако и его окрестности до завоевания испанцами населяло примерно 10 000 жителей). Большая долина с центром Нако в это время, была хорошо известна, как крупный перевалочный пункт , куда стекались торговцы из разных частей Центральной Америки. После прихода испанцев, в результате болезней и порабощения, торговля прекратилась, произошло искоренение свободных коренных народов на всем перешейке. Испанский интерес исчез угас и область Нако за последние 450 лет утратила былой интерес.